# Donald Trumps Umgang mit den Medien

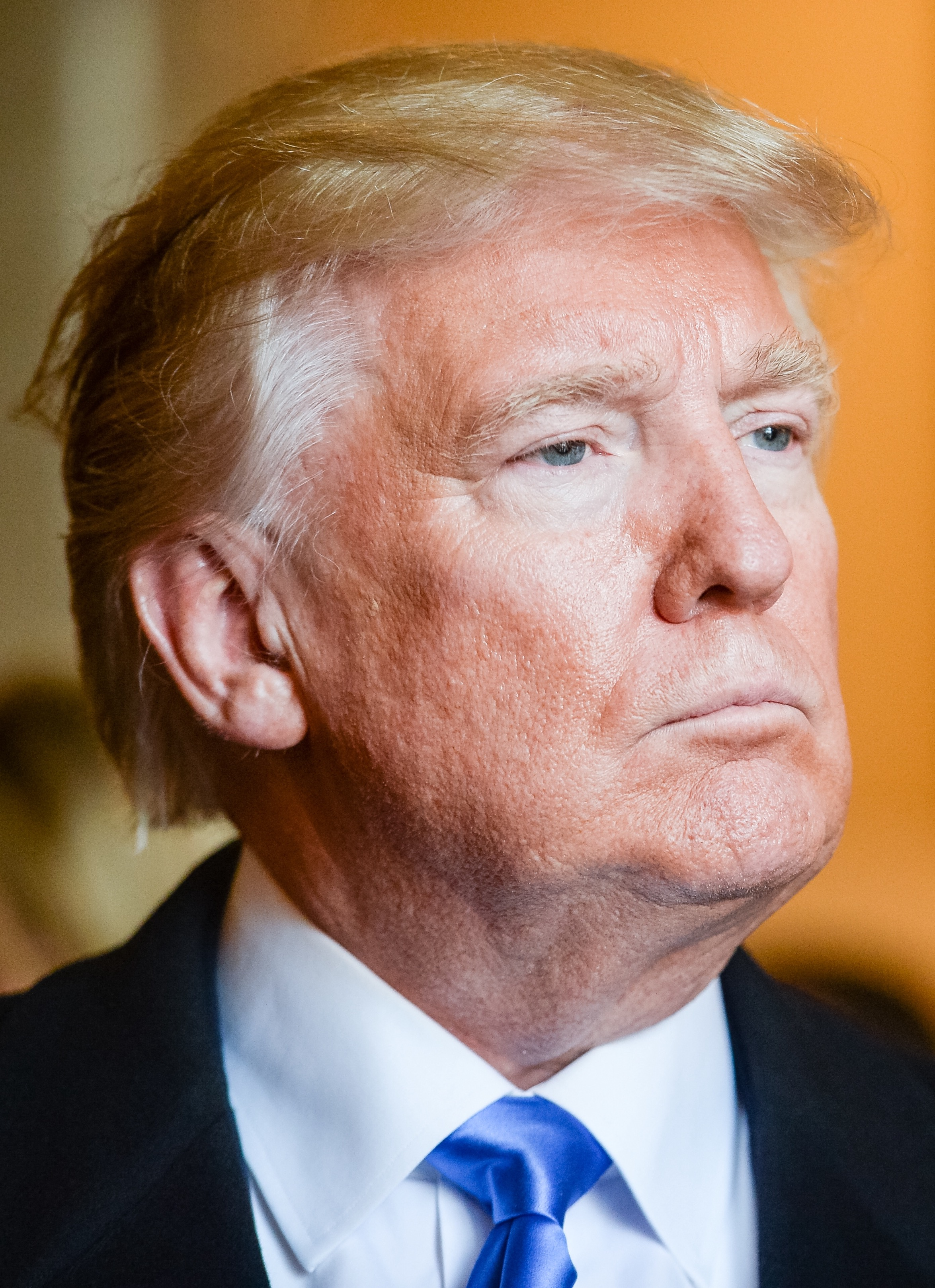
Donald Trump (2017)

Der Umgang des US-Präsidenten Donald Trump mit den Medien und deren Berichterstattung über ihn wird weltweit kontrovers diskutiert. Ihm wird bescheinigt, selbst in Konkurrenz zu den über ihn berichterstattenden Medien zu treten. Trump selbst diskreditierte die Berichterstattung über ihn wiederholt als Fake News (vorgetäuschte Nachrichten).

## Von Trump genutzte Medien

### X (Twitter)
Donald Trump äußerte sich häufiger als jeder andere US-amerikanische Präsident auf dem Kurznachrichtendienst X (Twitter). Nicht selten bereiteten die fast alltäglichen Kurznachrichten, die der amerikanische Präsident ungefiltert verbreitete, Verdruss bei seinen Sicherheits- und Rechtsberatern.
Das politische Magazin The New Republic bezeichnete Trump im November 2016 wegen seiner hohen Aktivität bei Twitter in einer Schlagzeile als „ersten Twitter-Präsidenten“ und meinte: „Sei besorgt.“ Diese Schlagzeile verwendete im Dezember 2016 auch Fox News und ergänzte, dass Trump dadurch die Möglichkeit erhalte, per Tweet „Rache“ zu verüben.
Trump hat mehrfach ihm unliebsame Kommentatoren seiner Beiträge blockiert, so dass diese nicht mehr auf seine Beiträge zugreifen können. Das „Knight Institute“ an der Columbia-Universität in New York sieht darin einen Bruch des Grundrechts auf eine Beteiligung am öffentlichen Diskurs. Ende Mai 2018 entschied ein Gericht in Manhattan, dass Trump Nutzer nicht aus politischen Gründen blockieren dürfe, da es sich bei seinem Twitter-Konto um ein öffentliches Forum handele. Ein Verstoß dagegen stellt laut dem Gericht eine Einschränkung der im 1. Zusatzartikel zur US-Verfassung garantierten Redefreiheit ein, dennoch sei die Funktion des „Stummschaltens“ weiterhin eine mögliche Option.
Nach einer öffentlich getätigten Behauptung Donald Trumps am 26. Mai 2020 unterzog X (ehemals Twitter) erstmals eine Aussage des US-Präsidenten einem Faktencheck, der die Behauptung als irreführend einschätzte. Darüber erzürnt, verfügte er per Dekret, den durch Paragraph 230 (Section 230) des Communications Decency Act gewährten Schutz sozialer Netzwerke vor Strafverfolgung (ähnlich dem deutschen Providerprivileg zur Forenhaftung) zu beenden und die Befugnis der Betreiber jener Plattformen zu beschneiden, durch Nutzer veröffentlichte Inhalte zu moderieren.
Nach dem Sturm auf das Kapitol in Washington am 6. Januar 2021 deaktivierte Facebook Inc. Trumps Zugriff auf seine Benutzerkonten bei Facebook und Instagram. Ursprünglich für 24 Stunden angedacht, verlängerte Facebook Inc. die Kontensperre, mit der Ankündigung, diese bis zur Amtseinführung von Joe Biden beizubehalten. Am 8. Januar 2021 teilte X (ehemals Twitter) mit, dass der Account von Trump (@realDonaldTrump) aufgrund des Risikos einer weiteren Anstiftung zu Gewalt dauerhaft gesperrt wurde. Im November 2022 wurde das Konto wieder entsperrt, nachdem der neue Chef Elon Musk eine 24-Stunden-Umfrage unter den Nutzern durchgeführt hatte, an der sich rund 15 Millionen von täglich knapp 238 Millionen Nutzern beteiligt hatten. Eine knappe Mehrheit votierte für die Freischaltung. Bereits vor dem Vorliegen des Ergebnisses gab Trump jedoch bekannt, er werde auf seiner eigens für ihn gegründeten Plattform Truth Social bleiben.
Ende August 2023 nutzte er die Plattform X (Twitter) wieder, diesmal für ein Interview mit dem Moderator Tucker Carlson sowie dazu, das Polizeifoto, das von ihm im Bezirksgefängnis von Fulton County in Atlanta/Georgia wegen des Vorwurfs der Wahlbeeinflussung aufgenommen worden war, dort zu posten.

### Breitbart News Network
Bereits im November 2016 berichtete Spiegel Online über eine Initiative Steve Bannons, der die Berichterstattung der US-amerikanische Nachrichten- und Meinungswebsite Breitbart News Network maßgeblich steuerte und später Chefstratege Trumps im Weißen Haus wurde, dass in den Foren der zugehörigen Webseite vorrangig einschlägige Hasskommentare zugelassen sind. Nach Auffassung des Spiegels wurde die Trump-Anhängerschaft bereits im Vorfeld auf den zukünftigen Präsidenten eingeschworen, die auf dem Nachrichtenportal ungefiltert Fremdenhass, LGBTQ-Hass, Frauenhass und Rassismus verbreiten kann.
Im Februar 2017 wurde mehreren renommierten US-Medien, darunter CNN, der New York Times und der Los Angeles Times, der Zugang zu Pressebriefings im Weißen Haus verwehrt, während Breitbart News Zugang erhielt. Andere Medien boykottierten daraufhin die Veranstaltung.
Als Bannon sich als Berater Trumps im Juni 2017 mit Trumps Schwiegersohn Jared Kushner zerstritten hatte, benutzte Trump die Medien, um öffentlich mitzuteilen: „sie sollen das klären oder ich werde es tun.“

### FOX News und OAN
Nachdem Trumps ehemaliger Lieblingssender Fox News im Verlauf der US-Präsidentschaftswahl 2020 bei Trump in Ungnade fiel, weil Fox News die Wahlergebnisse sendete, ohne sich die Wahlfälschungsvorwürfe von Trump zu eigen zu machen, wendete sich Trump bezüglich Nachrichtensendungen von Fox News ab und zu One America News hin.

## Staatliches Vorgehen gegen Journalisten während seiner Amtszeit
Während Trumps Präsidentschaft wurden mehrere Fälle von staatlichem Vorgehen gegen Journalisten bekannt. So kam es am Rande der Proteste nach der Tötung von George Floyd zu polizeilichen Übergriffen auf Pressevertreter. Im Herbst 2020 berichteten verschiedene Medien über Pläne des Heimatschutzministeriums, Visa für Auslandskorrespondenten auf 240 Tage, mit der Option auf nur eine einmalige Verlängerung, zu beschränken.

## Einzelfälle

### Attacken gegen einzelne Journalisten und Medien
Nach seiner ersten TV-Debatte als Präsidentschaftsbewerber schrieb Trump über die TV-Moderatorin Megyn Kelly „Man kann sehen, dass Blut aus ihren Augen herauskam, dass Blut wo auch immer bei ihr herauskam.“
Im November 2015 äffte Trump in einer Rede den körperbehinderten Journalisten Serge F. Kovaleski nach und versuchte, ihn lächerlich zu machen. Dies wurde weltweit rezipiert.
Am 29. Juni 2017 verunglimpfte Trump per Twitter die TV-Moderatorin Mika Brzezinski, die ihn in einer Morgensendung scharf kritisiert hatte. Trump titulierte sie als die „verrückte Mika mit dem niedrigen IQ.“ Sie habe vor einigen Monaten bei einem Besuch in seinem Golfclub Mar-a-Lago als Folge einer Schönheits-OP im Gesicht geblutet. Ihren Ko-Moderatoren und Ehemann Joe Scarborough, einen ehemals republikanischen Kongressabgeordneten, beschimpfte Trump als „Psycho Joe“. Die Tweets lösten nicht nur in sozialen Medien eine Welle von Protesten aus. Viele nannten Trumps Einlassung seinen bisher schlimmsten Tweet, er sei ein Sexist. Selbst republikanische Senatoren äußerten sich. Gleichwohl twitterte Trump am 1. Juli 2017 weitere Beleidigungen gegen die beiden.
Am 2. Juli 2017 veröffentlichte Trump einen Videoclip, in dem er am Rande eines Wrestlingkampfes den Vorsitzenden der WWE, Vince McMahon, attackiert und ihm mehrmals ins Gesicht schlägt. Der am Boden liegende McMahon hat ein CNN-Logo über seinem Gesicht eingeblendet.
Am 12. Mai 2020 beschuldigte Trump indirekt Scarborough, einen Mord an dessen ehemaliger Praktikantin Lori Klausutis in Florida begangen zu haben. Obwohl Rechtsmediziner und die Polizei eindeutig zu dem Ergebnis gekommen sind, dass die 28-jährige Frau wegen einer Herzrhythmusstörung bewusstlos geworden und unglücklich gefallen sei, und der Witwer von „schrecklichen Lügen“ gesprochen hatte, die von „Verschwörungstheoretikern“ verbreitet würden, zog Trump die Anschuldigung nicht zurück.

### Streit um Teilnehmerzahl bei Amtseinführung
Nach der Vereidigung von Donald Trump am 20. Januar 2017 wurde in vielen Medien berichtet, dass die Teilnehmerzahlen vor Ort geringer ausfielen als beispielsweise bei der erstmaligen Amtseinführung von Barack Obama. Trump und sein Pressesprecher Sean Spicer widersprach dieser Darstellung und warf den Medien vor, die Zahl der Teilnehmer absichtlich falsch darzustellen. Vergleichsbilder zeigten jedoch, dass die Fläche vor dem Kapitol weniger voll war als 2009.
Kellyanne Conway, eine Beraterin von Präsident Trump, verteidigte die Darstellung mit der Begründung, es lägen „alternative Fakten“ vor, welche die Darstellung von Spicer stützen.

### „Last night in Sweden“
In einer Rede vor Anhängern in Florida am 18. Februar 2017 verteidigte Trump sein umstrittenes Dekret über Einreiseverbote und sagte: „You look at what’s happening, we’ve got to keep our country safe. You look at what’s happening in Germany, you look at what’s happening last night in Sweden. Sweden, who would believe this?“ (deutsch: „Seht ihr, was passiert ist? Wir müssen unser Land schützen! Seht ihr, was in Deutschland geschieht? Seht ihr, was letzte Nacht in Schweden passiert ist? Schweden, wer hätte das für möglich gehalten?“).
Schwedens früherer Außenminister Carl Bildt richtete an Trump die Frage: „Schweden? Terrorangriff? Was hat er geraucht?“. Die schwedische Boulevardzeitung Aftonbladet hakte ironisch nach: „Ja, was ist denn in Schweden passiert?“ und präsentierte einige Meldungen der vergangenen Nacht, etwa eine Sturmwarnung im Norden Schwedens. Trumps Äußerungen veranlassten viele Twitterbenutzer, unter dem Hashtag „LastNightinSweden“ ironische Nachrichten zu verbreiten, die alles Mögliche behandelten, nur keinen terroristischen Anschlag. Trump schrieb am späten Abend des 19. Februar 2017 auf Twitter, seine Aussage habe sich auf eine Fernsehsendung über Flüchtlinge in Schweden bezogen, die er bei Fox News gesehen habe.

### Covfefe

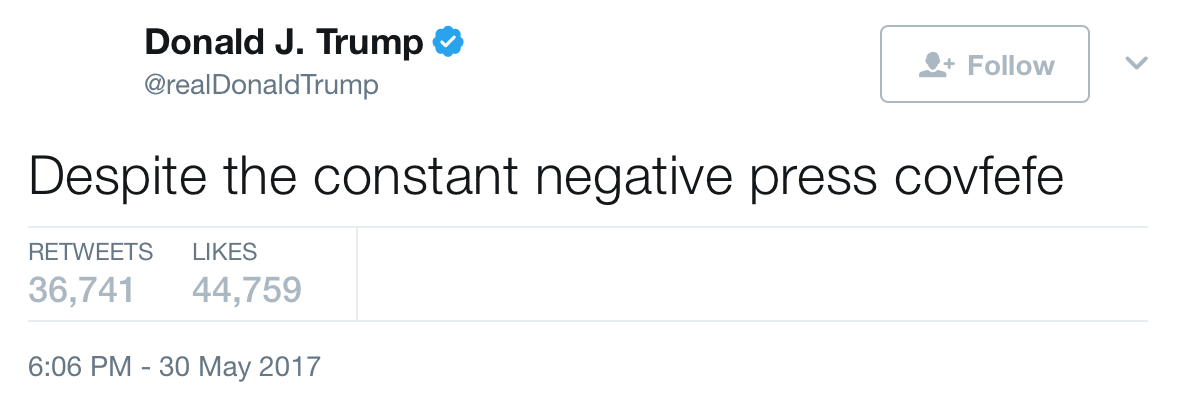
Ursprüngliche Twitter-Nachricht von Donald Trump

Covfefe war eine bis dahin unbekannte Zeichenfolge, mit der eine Nachricht endete, die US-Präsident Donald Trump in der Nacht auf den 31. Mai 2017 (Ortszeit) über den Kurznachrichtendienst Twitter verbreitete: “Despite the constant negative press covfefe” (deutsch: „Trotz der dauerhaften negativen Presse covfefe“). Die abrupt, ohne Satzzeichen endende Mitteilung rief umfangreiche Reaktionen in den sozialen Netzwerken hervor und führte zu einem weltweiten Medienecho.
Während allgemein angenommen wurde, dass Trump sich bei „press coverage“ (Medienberichterstattung) vertippt hatte, ließ er die Bedeutung der Zeichenfolge offen. Die Nachricht wurde nach rund sechs Stunden gelöscht; bis dahin war sie über 100.000-mal geteilt worden. Kurz darauf fragte Trump per Twitter, wer die „wahre Bedeutung“ des Wortes herausfinden könne. Der Pressesprecher des Weißen Hauses, Sean Spicer, erklärte, dass covfefe kein Tippfehler gewesen sei; ein kleiner Personenkreis habe Kenntnis über die wahre Bedeutung.
Viele, darunter Hillary Clinton, griffen die Zeichenfolge covfefe ironisch oder satirisch auf. Bei der Wahl zum deutschen Wort des Jahres 2017 gelangte sie auf Platz vier. Die Jury begründete ihre Wahl damit, dass diese „neumedial gestützte Informationsverknappung“ das „Symbol für den populistischen Politikstil dieser Tage“ darstelle.
Unter der Bezeichnung COVFEFE Act of 2017 brachte Mike Quigley ein Gesetz in den Kongress ein, das den Presidential Records Act auch auf soziale Medien zur Anwendung brächte.
Der Ausdruck schaffte es in die Welt der Computerspiele: Das Paradox Development Studio benannte ein Sternensystem in der Weltraumsimulation Stellaris so.